# 澄海中学
23°28′N 116°46′E / 23.467°N 116.767°E
澄海中学，是广东省汕头市的一所高级中学，位于广东省汕头市澄海区文化路16号。创办于1915年9月，1994年被评为广东省一级学校，2008年获得广东省高中教学水平优秀学校称号，并命名为广东省国家级示范性高中。学校占地面积占地80,040平方米，其中建筑面积38,036平方米，拥有教职工216人，学生3,200人。现任校长王旭宜。

## 校史

### 简史
澄海中学创办于1915年9月，是粤东最早的县立中学之一。
- 1914年4月，由于民国初澄海县开始兴办近代化的小学，毕业生人数日增，而澄海没有中学，大多学生不能继续升学，兴办中学培育人才呼声甚高，在时任澄海县县长鲁国斌的支持下，由劝学所长李世铎呈请省政府核准兴办中学，校址设在澄城旧参将署（现澄海区大众影剧院），开始筹款建筑校舍。
- 1915年9月学校落成，县长鲁国斌撰写《澄海中学落成记》[5]。首任校长为李景濂。此后十年间逐步添建教学楼、礼堂、图书馆、宿舍、操场。
- 1919年“五四”运动爆发后，学校于5月成立了学生会，领导学生抵制日货，反对卖国条约，宣传新文化。
- 1925年“五卅惨案”发生，师生们举行报告会，组织宣传队下乡发动农民成立农会，11月，杜国庠任校长，澄海中学定名为澄海县立中学。学校聘任进步教师，并开始录取女生入学，开创男女同校先例。
- 1926年春，王鼎新接任校长，锐意改革，增辟操场，募捐扩建校舍、图书楼等。
- 1927年4月，第一次国共合作破裂，国民党军队包围澄海中学，逮捕共产党员及倾向共产党的师生，学校停课，师生星散。
- 1930年秋，澄海中学逐步复课，遂又增办二年制师范，翌年改为三年制师范。
- 1935年，澄海中学改为四年制高师，同时设附属小学。
- 抗日战争爆发后，1939年，侵华日寇在潮汕地区登陆，6月澄海县城沦陷，澄海中学校舍被夷为平地，教室、教具被毁，学校转移到饶平浮山设处办公，俟机复课。
- 1940年，澄海中学学校机关迁回澄海樟林，由朱名宗校长主持，选定广智小学旧址风伯庙（现澄海区苏北中学校址）办学复课。
- 1942年，澄海中学创办第一届高中。
- 1943年11月，日寇侵占樟林、东里，澄海中学暂停办学。
- 1944年澄海中学再次迁往饶平浮山，于东官乡借用祠宇十余座及民房二座，暂辟为教室，继续艰难办学。
- 1945年抗日战争胜利，澄海光复。余仿真校长回澄城勘查学校旧址，发现已成废墟，遂暂借便生医院（现澄海中医院）为临时校址。但因场地狭小，不足容纳全校师生，乃成立新校舍设计委员会，选定澄海学宫旧址（即现校址）为新校址，并委托营造公司派工程师谢西家先生进行校园建筑勘察设计。
- 1946年6月6日澄海中学校园奠基，开始建设。但因资金短缺，至1949年才建成校门、12间平房教室及一座中断建设的礼堂，学校勉强继续办学。
- 1951年县人民政府拨款续建校舍，又将县衙旧址及毗邻十多座平房划拨给澄海中学，将金城巷几座侨房拨借给澄中做学生宿舍。此后数年，解放前始建的教室、礼堂和校务处先后落成，田径场、科学馆、图书馆、膳厅、医疗室和学生宿舍相继配套建成。
- 1953年，澄海县立中学改名为澄海县第一中学。
- 1966年，文化大革命开始，澄海县第一中学改名为澄海红旗中学。随后澄海中学被造反派砸烂，师生被赶出校门，澄中停课，此后校舍一度闲置。
- 1969年1月，红旗中学被撤销并入澄海延安中学，学生又重回澄中校舍上课。
- 1969年8月，澄海延安中学更名为澄海中学。
- 1978年，澄海中学被定为县重点中学。
- 1979年，因当时澄海中学实验室条件较差，设备残缺，由政府拨款、泰国校友资助兴建科学楼，但因资金不足，只建成三层后停建。
- 1984年，因80年代初，金城巷侨房陆续归还华侨业主，学生宿舍无着落，学校增建五层学生宿舍楼一座。
- 1989年，政府投入资金续建科学楼，同年，澄中香港校友会捐建的离退休教工活动室“序乐园”也动工兴建并交付使用。
- 1994年12月，澄海中学被评为广东省一级学校。
- 1992年起，因澄中办学规模不断扩大，使用近50年的旧平房校舍已残破，在政府支持下，澄中重新规划校舍布局，邀请建筑专家，原澄中校舍设计者谢西家先生、林圣建先生等人制作校舍改建总体规划方案，并开始实施澄中校舍改建工程，由政府拨款作为启动资金，泰国、香港、深圳、广州、汕头、澄海的澄中校友捐资，分期陆续拆除旧的平房教室、校务处。
- 至1997年，第一、二期工程完成，原校舍除学校大门保留外，旧建筑多被拆除，并相继建成英南图书馆、春晖楼、长海楼、泽芳楼、三乐楼、食堂餐厅综合楼、第二、三幢学生宿舍、景行楼、凤起楼，此后又启动第三期扩建工程。
- 1998年9月，澄海中学初中部停止新生招生。
- 2000年7月，最后一届澄海中学初中毕业生毕业。
- 2000年9月，澄海中学初中部停办，过渡为高级中学。
- 2008年4月，澄海中学通过广东省普通高中教学水平评估和国家级示范性普通高中确认验收。
- 2016年11月，澄海中学实行全封闭管理，禁止内宿生在校期间外出.
- 2017年9月，澄海中学重启初中部，建设澄海中学白沙校区，初一学生暂时与高中部在同一校区。
- 2018年9月，现初二（原初一）学生迁往初中部就学。

### 校庆日
1949年5月9日澄海解放前夕，澄海中学116名师生集体上潮州凤凰山参加解放军。为纪念这一事件，学校于1954年首定每年5月9日为校庆日并延续至今。

### 历任校长
| 在职时间  | 姓名   |
| --------- | ------ |
| 1915-1921 | 李景濂 |
| 1922-1925 | 叶浩章 |
| 1925-1926 | 杜国庠 |
| 1926-1927 | 王鼎新 |
| 1927-1928 | 蔡吟秋 |
| 1928-1935 | 杜兰   |
| 1935-1936 | 周英耀 |
| 1936-1937 | 余仿真 |
| 1937-1940 | 周英耀 |
| 1941-1944 | 朱名宗 |
| 1944-1947 | 余仿真 |
| 1947-1948 | 周英拔 |
| 1948-1951 | 黄家器 |
| 1951-1952 | 李缵华 |
| 1953-1954 | 陈德桂 |
| 1954-1955 | 林劭先 |
| 1955-1957 | 陈德桂 |
| 1957-1959 | 孙璧   |
| 1960-1965 | 林华   |
| 1974-1979 | 陈志英 |
| 1979-1982 | 方书仰 |
| 1982-1984 | 许大为 |
| 1984-1987 | 林晓声 |
| 1987-1990 | 郭秀达 |
| 1990-1993 | 邱惠生 |
| 1993-2003 | 王立民 |
| 2003-2006 | 郑楚钦 |
| 2006-2014 | 林惜平 |
| 2014-2017 | 侯庆生 |
| 2017-2019 | 余希武 |
| 2019-今   | 王旭宜 |

## 校园环境

### 目前建筑
| 建筑名称       | 竣工日期 | 建筑面积（平方米） | 建筑用途           |
| -------------- | -------- | ------------------ | ------------------ |
| 长海楼         | 1994年   | 1840               | 行政楼             |
| 泽芳楼         | 1994年   | 2380               | 教学楼             |
| 三乐楼         | 1994年   | 2380               | 教学楼             |
| 景行楼         | 2000年   | 3573               | 教学楼             |
| 凤起楼         | 2000年   | 3573               | 教学楼             |
| 科学楼         | 1989年   | 2500               | 实验楼             |
| 科学楼门厅     | 2001年   |                    | 多功能             |
| 英南图书馆     | 1992年   | 1260               | 图书馆             |
| 邱卓恭艺术馆   | 2004年   |                    | 多功能             |
| 体育馆         | 2011年   |                    | 体育馆             |
| 春晖楼         | 1993年   | 750                | 教师宿舍、学生宿舍 |
| 第一学生宿舍楼 | 1985年   | 1976               | 学生宿舍           |
| 第二学生宿舍楼 | 1994年   | 1673               | 学生宿舍           |
| 第三学生宿舍楼 | 1998年   | 2000               | 学生宿舍           |
| 食堂           | 1996年   | 2212               | 食堂               |
| 百年澄中紀念亭 | 2015年   |                    | 纪念园区           |
| 學宮紀念園     | 2015年   |                    | 紀念園區           |
| 序乐园         | 1989年   | 176                | 休闲绿地           |

### 运动场所
- 塑胶操场
- 羽毛球场（体育馆中，4个）
- 篮球场（场地：6个）
- 排球场（已拆）
- 网球场（艺术馆顶楼 基本废弃）
- 乒乓球室（体育馆中，已被改建为女生宿舍）
- 体育馆

### 其他场所
- 文化广场
- 天文台 位于科学楼顶楼（废弃）

### 已消失建筑
- 礼堂  1996年拆去
- 校办工厂 2002年改造为小型足球场，2011年建成为体育馆。

### 学生自治组织
- 学生会(完全在老师的监督下)

### 学生社团
- 凌弋计算机社
- 秦牧文学社
- 澄中模联社
- 印象潮艺社
- 怀古汉社
- showing快手社
- 星火摄影社
- 乐毅书法社
- CEC英语社
- 伏虎轩灯谜社
- 商业模拟社
- 白虹戏剧社
- 创意还净社
- 街舞社
- 星旻天文社
- 轩辕棋社
- 躬行手工社
- 阳光直播站
- 中流记者社（2017年末决定并入秦牧文学社）
- 奏刀版画社
- 校史馆
- comic.com漫画社
- paradise音乐社

## 杰出校友
- 杜国庠 中国科学院哲学社会科学部学部委员
- 李新魁 中山大學教授 著名語言學家
- 郑松辉 神舟五号飞船副总设计师
- 杜之明 中国导弹专家
- 谢映玲 中国中央电视台节目主持人
- 林沛渠 健美全国冠军
- 林泽殷 2010年中国大学生年度人物